# Nacaduba thalia
Nacaduba thalia är en fjärilsart som beskrevs av Corbet 1938. Nacaduba thalia ingår i släktet Nacaduba och familjen juvelvingar. Inga underarter finns listade i Catalogue of Life.